# Gelanor mixtus
Gelanor mixtus är en spindelart som beskrevs av Octavius Pickard-Cambridge 1899.
Gelanor mixtus ingår i släktet Gelanor och familjen kaparspindlar. Inga underarter finns listade i Catalogue of Life.